# Pettibone (Dakota del Norte)
Pettibone es una ciudad ubicada en el condado de Kidder en el estado estadounidense de Dakota del Norte. En el censo de 2010 tenía una población de 70 habitantes y una densidad poblacional de 155,33 personas por km².

## Geografía
Pettibone se encuentra ubicada en las coordenadas 47°6′58″N 99°31′13″O / 47.11611, -99.52028. Según la Oficina del Censo de los Estados Unidos, Pettibone tiene una superficie total de 0.45 km², de la cual 0.45 km² corresponden a tierra firme y (0%) 0 km² es agua.

## Demografía
Según el censo de 2010, había 70 personas residiendo en Pettibone. La densidad de población era de 155,33 hab./km². De los 70 habitantes, Pettibone estaba compuesto por el 98.57% blancos, el 0% eran afroamericanos, el 0% eran amerindios, el 0% eran asiáticos, el 0% eran isleños del Pacífico, el 0% eran de otras razas y el 1.43% pertenecían a dos o más razas. Del total de la población el 2.86% eran hispanos o latinos de cualquier raza.